# 印尼玫瑰鯒
印尼玫瑰鯒，為輻鰭魚綱鮋形目牛尾魚亞目赤鯒科的其中一種，分布於太平洋區的日本、印尼、夏威夷群島、智利等海域，棲息深度138-800公尺，體長可達11公分，生活在沙底質海域，為深海底棲性魚類，屬肉食性，生活習性不明。